# 27A-011
Die 27A-011 ist eine Regionalstraße innerhalb der russischen Oblast Kaliningrad. Sie verläuft in Nord-Süd-Richtung in einer Länge von 30 Kilometern und verbindet die Stadt Gussew (Gumbinnen) mit der russisch-polnischen Staatsgrenze bei der Grenzübergangsstelle Gołdap-Gussew, wo sie in der polnischen Landesstraße DK 65 ihre Verlängerung findet. Die Straße durchzieht die beiden russischen Stadtkreise Gussew (Gumbinnen) und Osjorsk (Darkehmen/Angerapp) und verbindet sie mit dem polnischen Kreis Gołdap (Goldap).
Die Regionalstraße 27A-011 verläuft in ihrer Gesamtlänge auf einem Teilabschnitt der einstigen deutschen Reichsstraße 132.

## Streckenverlauf
- 00 km Gussew (Gumbinnen) (Anschluss: A 198 (jetzt: 27A-40), A 229/E 28 und R 508 (jetzt: 27A-027))
- 03 km Lipowo (Kulligkehmen/Ohrdorf)
- 11 km Olchowatka (Walterkehmen/Großwaltersdorf)
- 21 km Smirnowo (Kiauten/Zellmühle)
- 30 km  Grenzübergang Gussew-Gołdap (Anschluss: DK 65 nach Gołdap (Goldap))